# Presečno Visočko
Presečno Visočko is een plaats in de gemeente Visoko in de Kroatische provincie Varaždin. De plaats telt 200 inwoners (2001).